# 2XS
2XS är ett album av det skotska hårdrocksbandet Nazareth, utgivet 1982. 

## Låtlista
1. "Love Leads to Madness" - 4:08
2. "Boys in the Band" - 3:06
3. "You Love Another" - 3:58
4. "Gatecrash" - 3:19
5. "Games" - 4:48
6. "Back to the Trenches" - 4:03
7. "Dream On" - 3:28
8. "Lonely in the Night" - 4:22
9. "Preservation" - 4:03
10. "Take the Rap" - 2:42
11. "Mexico" - 2:51